# Коагель
Коагель (рос. коагель; англ. coagel; нім. Koagel n – гель, що виникає в процесі неповної коагуляції золю, коли осад утворює наповнену розчинником пористу структуру.